# Kingdom of Comfort
Kingdom of Comfort es el séptimo álbum de estudio y el último de la banda británica de rock Delirious? lanzado en el Reino Unido el 14 de abril de 2008. Fue producido por Sam Gibson y masterizado en los estudios Abbey Road de la ciudad de Londres. El proyecto fue el último de la "trilogía" anunciada por el guitarrista Stu G a comienzos de 2003.

## Historia
Inspirados por las visitas a la India Delirious? decidió plasmar en el álbum un foco de desigualdad e injusticia social en todo el mundo. El guitarrista Stuart Garrard comento: "ver a los niños en busca de residuos de basura en las calles de Bombay, los proyectos de educación y la alimentación en los barrios pobres de la ciudad han tenido un verdadero impacto en nosotros. No teníamos que seguir viviendo de la misma manera teníamos que preguntarnos, ¿Qué estoy construyendo? ¿Un reino de comodidad? o ¿El reino de los cielos?". Garrard también comentó que el título del álbum fue inspirado en un artículo de Rob Bell, escritor de Mars Hill Bible Church.
Cuando la banda volvió al estudio comenzó el proceso de composición y grabación del disco. Una sección improvisada a menudo tocada en el intermedio de la canción "History Maker" fue tomada para formar "God Is Smiling". Otra canción "Wonder" fue escrita por Martin Smith acerca de un niño que fue adoptado por una familia, mientras que "Break The Silence" fue coescrita junto al exvocalista de Snow Patrol Iain Archer. Quince canciones fueron grabadas en total y doce fueron seleccionadas para el corte final. Del álbum Delirious? lanzó "Love Will Find a Way" como sencillo el 17 de noviembre de 2008. Este entró en las listas del Reino Unido en el Top 75, exactamente en la casilla #55. 
Tras el lanzamiento del álbum dos canciones que no fueron incluidas en el corte final "Hallelujah" y "Mothers of the Night", fueron puestas a disposición para su descarga gratuita en el sitio web de la banda.

## Recepción
La página ChristianMusicToday indicó que el álbum resaltaba "Todo lo que el mundo se cuestiona, desde el cáncer hasta el consumismo, los sueños cinco estrellas de los barrios marginales y la pobreza. Es un álbum que llama al sacrificio, a la justicia social y al amor". El sitio Cross Rhythms dio al álbum diez estrellas de diez afirmando que era "Uno de los álbumes más crudos y apasionados que estos titanes del rock hayan lanzado".

## Lista de canciones

### UK
1. "Kingdom of Comfort"
2. "God Is Smiling"
3. "Give What You've Got"
4. "Love Will Find a Way"
5. "Eagle Rider"
6. "We Give You Praise"
7. "How Sweet the Name"
8. "Wonder"
9. "Break the Silence"
10. "Stare the Monster Down"
11. "All God's Children"
12. "My Soul Sings"
13. "Hallelujah" (Free download)
14. "Mothers of the Night" (Free download)

### US
1. "Kingdom of Comfort"
2. "God Is Smiling"
3. "Give What You've Got"
4. "Love Will Find a Way"
5. "Eagle Rider"
6. "We Give You Praise"
7. "How Sweet the Name"
8. "Wonder"
9. "Break the Silence"
10. "Stare the Monster Down"
11. "All God's Children"
12. "My Soul Sings"
13. "Hallelujah" (Free download)
14. "Mothers of the Night" (Free download)
15. "We Give You Praise" (Remix)

### Posicionamiento
| Año  | Listas                     | Posición |
| ---- | -------------------------- | -------- |
| 2008 | Billboard Christian Albums | 24       |